# Renaico
Renaico este un oraș și comună din provincia Malleco, regiunea La Araucanía, Chile, cu o populație de 9.850 locuitori (2012) și o suprafață de 267,4 km2.